# 鳥取県道44号東伯野添線
鳥取県道44号東伯野添線（とっとりけんどう44ごう とうはくのぞえせん）は、鳥取県東伯郡琴浦町と倉吉市を結ぶ県道（主要地方道）である。

## 概要

### 路線データ
- 起点：鳥取県東伯郡琴浦町逢束・逢束交差点（国道9号交点）
- 終点：鳥取県倉吉市関金町野添（鳥取県道45号倉吉江府溝口線交点）

## 歴史
- 1993年（平成5年）5月11日 - 建設省から、県道東伯野添線が東伯野添線として主要地方道に指定される[1]。
- 2010年（平成22年）3月19日 - 鳥取県告示第140号により、琴浦町道下伊勢下大江線を鳥取県に移管し、当路線のバイパス（東伯郡琴浦町浦安・琴浦町役場本庁舎前交差点 - 東伯郡琴浦町上伊勢 - 東伯郡琴浦町釛 - 東伯郡琴浦町光好間）として区域決定[2][3]。
- 2011年（平成23年）2月27日 - 同年2月25日付鳥取県告示第95・96号により、バイパスの供用開始。これに伴い、旧道化した部分は琴浦町道浦安光好線となった[4][5][6]。
- 2015年（平成27年）3月31日 - 鳥取県告示第218・220号により、下伊勢バイパスの東伯郡琴浦町下伊勢地内 (0.4 km) の供用開始[7][8]。
- 2016年（平成28年）3月24日 - 鳥取県告示第198・199号により、琴浦町道街路逢束下伊勢線 (0.8 km) を鳥取県に移管し、同時に、下伊勢バイパスの東伯郡琴浦町下伊勢 - 東伯郡琴浦町上伊勢間 (0.4 km) の供用開始。これにより、下伊勢バイパスは全線開通した[9][10][11]。

## 路線状況

### 別名
大山環状道路
大山の中腹部を周回する道路で、本路線の大山を周回する道路の一部区間は、大山環状道路の一部を構成する。大山環状道路は、本路線の他、鳥取県道30号、鳥取県道34号、鳥取県道45号、鳥取県道158号の計5路線で構成される。

### 重用区間
- 鳥取県道50号東伯関金線（東伯郡琴浦町逢束・逢束交差点（起点） - 東伯郡琴浦町釛）
- 中部広域農道（東伯郡琴浦町下大江 - 東伯郡琴浦町釛）
- 鳥取県道34号倉吉赤碕中山線（東伯郡琴浦町三本杉 - 東伯郡琴浦町中津原）

## 地理

### 通過する自治体
- 東伯郡琴浦町
- 倉吉市

### 交差する道路
| 交差する道路                                                                          | 市町村名 | 市町村名 | 交差する場所     | 交差する場所       |
| ------------------------------------------------------------------------------------- | -------- | -------- | ---------------- | ------------------ |
| 国道9号 鳥取県道50号東伯関金線 重複区間起点                                           | 東伯郡   | 琴浦町   | 逢束（おうつか） | 逢束交差点 / 起点  |
| 鳥取県道151号倉吉東伯線                                                               | 東伯郡   | 琴浦町   | 上伊勢           | 浦安小学校東交差点 |
| E9 山陰自動車道                                                                       | 東伯郡   | 琴浦町   | 上伊勢           | 10 琴浦東IC        |
| 中部広域農道 重複区間起点                                                             | 東伯郡   | 琴浦町   | 下大江           |                    |
| 鳥取県道50号東伯関金線 重複区間終点 鳥取県道204号福永由良線 中部広域農道 重複区間終点 | 東伯郡   | 琴浦町   | 釛（こがね）     |                    |
| 鳥取県道203号法万大栄線                                                               | 東伯郡   | 琴浦町   | 法万             |                    |
| 鳥取県道238号古長杉下線                                                               | 東伯郡   | 琴浦町   | 古長             |                    |
| 鳥取県道34号倉吉赤碕中山線 重複区間起点                                               | 東伯郡   | 琴浦町   | 三本杉           |                    |
| 鳥取県道313号下見関金線                                                               | 東伯郡   | 琴浦町   | 三本杉           |                    |
| 鳥取県道34号倉吉赤碕中山線 重複区間終点                                               | 東伯郡   | 琴浦町   | 中津原           |                    |
| 鳥取県道45号倉吉江府溝口線                                                            | 倉吉市   | 倉吉市   | 関金町野添       | 終点               |

### 沿線にある施設など
- 琴浦町役場